# ولفسکیرشن
ولفسکیرشن (به فرانسوی: Wolfskirchen) یک کمون در فرانسه با جمعیت ۳۶۳ نفر است که در Canton of Sarre-Union واقع شده‌است.